# المرأة والبيئة
برز اهتمام المرأة بالقضايا البيئية في أوائل الستينات من القرن الماضي بصورة كبيرة من خلال كتاب إستر بوسوروب
بعنوان «دور المرأة في التطور الاقتصادي» وكان لهذا الكتاب تأثيرًا كبيرًا في إطلاق شرارة التفكير بربط دور المرأة والبيئة معًا. أصبح واضعي السياسات والحكومات في أوائل الثمانينات من القرن الماضي أكثر وعيًا بالعلاقة التي تربط بين البيئة والقضايا المتعلقة بالنوع الاجتماعي (الجندر). أعلن البنك الدولي في أوائل التسعينات من القرن الماضي أن للمرأة دورًا رئيسيًا في إدارة الموارد الطبيعية، مثل التربة، المياه، الغابات، الطاقة وغيرها، نظرًا لمعرفتها العميقة البديهية أو المكتسبة بالطبيعة من حولها. بينما كان دور المرأة تجاه البيئة مُهملًا في السابق، كان هناك اهتمامًا متزايدًا بتأثير المرأة على البيئة الطبيعية، وبالمقابل الآثار التي ألحقتها البيئة بصحة المرأة ورفاهيتها. تربط العلاقات بين الجنسين (الجندر) والبيئة تداعيات ذو قيمةٍ كبيرة فيما يتعلق بفهم طبيعة العلاقة بين الرجل والمرأة، إدارة وتوزيع الموارد، المسؤوليات والفرق في الأدوار، طبيعة الحياة اليومية ورفاهية الأشخاص.

## ارتباط المرأة بالبيئة

### نقاش حول المرأة والبيئة والتنمية (دابليو إي دي)
شكلت الخطابات المختلفة الطريقة التي تعالج بها التنمية المستدامة، ومع مرور الوقت أصبحت المرأة أكثر اندماجًا في تشكيل هذه الأفكار. إن تعريف التنمية المستدامة محل جدل كبير في حد ذاته، ولكن عرفه هاركورت على أنه وسيلة «لتحقيق المساواة بين الأجيال» ومراعاة «الاحتياجات الاجتماعية، والاقتصادية، والبيئية للحفاظ على الموارد غير المتجددة» وتقليل كمية النفايات الناتجة عن التصنيع. كان الخطاب الأول الذي ظهر فيما يتعلق بالنساء هو المرأة في التنمية (دابليو آي دي)، وهو المنظور الذي دعا إلى تحسين وضع المرأة في البلدان النامية والتي تحولت بعد ذلك إلى المرأة والبيئة والتنمية (دابليو إي دي). تضمنت الانتقادات الموجهة لدابليو آي دي مكانها في عقلية غربية أكبر، ما أدى إلى استمرار الخطاب الاستعماري والليبرالي الذي لم يكن متوافقًا مع دعم سكان العالم من النساء. وضعت دابليو إي دي المرأة كعنصر فاعل مركزي في الاقتصاد المنزلي والريفي واقتصاديات السوق وتطلعت إلى المؤسسة الهرمية للتنمية الغربية لإصلاح المشكلات التي تنشأ بسبب ذلك.
حدث التحول التالي في الخطاب في أوائل سبعينيات القرن العشرين، حيث بدأ الناس في نقد جذور التنمية والبدء في البحث عن طرق بديلة للتفاعل مع المجتمع العالمي والبلدان النامية، مع النساء والبيئة كعناصر فاعلة مركزية. عُرف هذا على أنه المرأة، والبيئة، والتنمية (دابليو إي دي). وفقًا لشولتز وآخرون، «يرتكز النقاش حول المرأة والبيئة والتنمية (نقاش دابليو إي دي) على وجهة نظر نقدية لسياسات التنمية حيث تتركز الصلة بين التحديث / التصنيع والتكنولوجيا من ناحية والتدهور البيئي من ناحية أخرى». يتركز خطاب دابليو إي دي حول توليف أيديولوجيات مختلفة، إحداها النسوية البيئية. قد يُنظر إلى النسوية البيئية على أنها أيديولوجية جذرية لدابليو إي دي، في حين يُنظر إلى النساء على أن لهن علاقة بيولوجية بالطبيعة تمكنهن من الحصول على اتصال أعمق. تحولت هذه الأيديولوجية إلى المجال السياسي حيث اتخذت شكلًا جديدًا لأن النساء لديهن ارتباط اجتماعي بالطبيعة من خلال أنظمتنا العالمية.
بدأت البرامج في تسعينيات القرن العشرين بناءً على خطاب دابليو إي دي، وأسسها معهد الأمم المتحدة الدولي للتدريب على البحث من أجل النهوض بالمرأة (انستراو). جاءت هذه البرامج استجابةً للعلاقة بين الانتهاكات النوعية والبيئية مثل التخلص من النفايات، واختبار استخدام المبيدات الحشرية، وغير ذلك من الممارسات البيئية الضارة.
لم تسفر نتائج العديد من هذه البرامج عن التأثيرات المرغوبة على النساء. ركز خطاب دابليو إي دي على المرأة بصفتها صاحبة حلول للقضايا البيئية، لكن السياسات لم تكن موجهة نحو تمكين المرأة، بل كانت موجهة نحو القطاعات التي تشارك فيها النساء، مثل الزراعة. يجادل ليتش بأن التأثير العام لتسييس دور المرأة والبيئة من خلال خطاب دابليو إي دي خصص عمل المرأة دون توفير الموارد المناسبة أو القدرة على النجاح.

### الفلاحة والزراعة
في غالبية دول العالم، تتحمل النساء مسؤولية العمل في المزرعة والإنتاج الغذائي المحلي المرتبط به. يتزايد عدد النساء اللواتي يتولين ويوسعن مشاركتهن في المهام الزراعية، لكن هذا لم يغير تقسيم العمل بين الجنسين فيما يتعلق بالعمل الإنتاجي. بحثت إستر بوسيروب في أنظمة الزراعة للرجال والنساء في إفريقيا ووجدت أنه «في العديد من القبائل الأفريقية، ما زالت جميع المهام المرتبطة بإنتاج الغذاء تُترك للنساء». شولتز وآخرون (2001)، وجدوا أن «90 بالمئة من النساء في العالم النامي، حيث توجد معظم الثروة البيولوجية لكوكب الأرض، يعتمدن على أرضهن من أجل البقاء. وترأس النساء 30 بالمئة من العوائل في البلدان النامية، و80 بالمئة من إنتاج الغذاء في جنوب الصحراء الكبرى في أفريقيا تقوم به النساء، 60 بالمئة في آسيا و50 بالمئة في أمريكا اللاتينية. على الرغم من أن النساء مسؤولات إلى حد كبير عن العمل الزراعي الفعلي، فإن الرجال يمتلكون الأرض بشكل عام، وبالتالي يتحكمون في عمل المرأة على الأرض.

#### أفريقيا
فحصت إستر بوسيروب أنظمة الزراعة للرجال والنساء في إفريقيا ووجدت أنه «في العديد من القبائل الأفريقية، ما زالت جميع المهام المرتبطة بإنتاج الغذاء تُترك للنساء». في بوتسوانا، يتمتع الرجال عادةً بإمكانية أكبر للوصول إلى التقنيات المتقدمة وقدرات الحراثة. يوجد في زامبيا أيضًا نسبة عالية من المزارعات ومع ذلك لا يعترف بهن صراحة وغالبًا ما يُهملن تمامًا. يؤدي الافتقار المستمر بإمكانية الحصول على الائتمان، والتنقل، والتقدم التكنولوجي، وملكية الأراضي إلى زيادة تعقيد دور المرأة في الزراعة. بدأت مجموعة من النساء في كينيا بزراعة الأشجار قبل إعطاء الأولوية لتغير المناخ لأنهن رأين ما يحدث للأراضي المستنزفة من العناصر الغذائية والآثار الضارة.